# Diastylis neozealanica
Diastylis neozealanica is een zeekommasoort uit de familie van de Diastylidae. De wetenschappelijke naam van de soort is voor het eerst geldig gepubliceerd in 1892 door Thomson.